# Aviludo-Louletano-Loulé Concelho

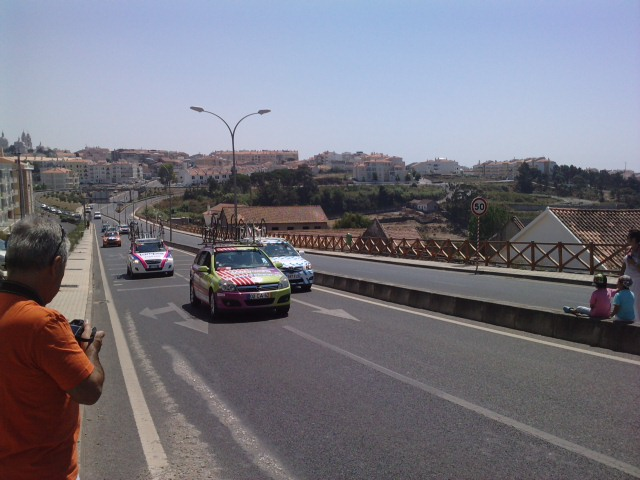
Carro de apoio do CC Loulé na Volta a Portugal de 2010, na passagem da prova pelo lugar da Paz, em Mafra, a 15 de Agosto de 2010

O Centro de Ciclismo de Loulé é uma equipa de ciclismo portuguesa, sediada na cidade de Loulé (Algarve). A equipa foi fundada a 13 de Dezembro de 1982, com o objectivo de não deixar desaparecer uma tradição antiga da cidade de Loulé, o ciclismo clássico. O Centro de Ciclismo de Loulé apostou sobretudo na formação e apenas em 2003 avançou para uma equipa profissional de ciclismo, mas sempre a manter a aposta na formação. Antes de 2003 o CC Loulé participou apenas numa Volta a Portugal, com uma equipa profissional, na edição da Volta de 1987.

## Palmarés
2006
Vitória GP Ciudade de Vigo, César Quitério
2007
Vitória Geral Vuelta a Extremadura, Nuno Marta
Vitória Estapa 1, André Vital
Vitória Estapa 3, Nuno Marta
Vitória Etapa 3 Grande Prémio CTT, André Vital
2008
2009
Vitória Etapa 2 GP Torres Vedras, João Cabreira
Vitória Estapa 4 Volta a Portugal, João Cabreira
Vitória Estapa 6 Volta a Portugal, Eladio Jimenez
2010
Subida al Naranco, Santiago Pérez
Vuelta a Asturias
Vitória Classificação Geral, Constantino Zaballa
Vitória Etapa 5, Constantino Zaballa
2011
2012
Etapa 1, Volta ao Alentejo, Jorge Montenegro
2013
Vitória Campeonato Nacional  Portugal Sub-23 – Prova de Estrada, Victor Valinho
Vitória Etapa 7 Volta a Portugal, Raul Alarcón
Vitória Circuito de Ciclismo de São Bernardo, Jorge Montenegro
Vitória Campeonato Pan-Americanos (CRI), Carlos Oyarzun
2015
GP Torres Vedras
Vitória Geral, João Benta
Vitória Etapa 1, João Benta
Vitória etapa 1 Volta a Portugal, Vicente di Mateos

## Equipa 2015[8]
- Marcos García
- Hugo Sabido
- Moises Duenas Nevado
- Vicente Garcia de Mateos
- Sandro Filipe Silva Pinto
- Mikael Isidoro
- João Benta
- Rui Emanuel Rodrigues
- Andre Piedade Evangelista
- Iúri Jorde
- Dominic Mestre
- José Antonio de Segovia
- Victor Valinho